# یوزف سمر
یوزف سُمر (به چکی: Josef Somr؛ ۱۴ آوریل ۱۹۳۴ – ۱۶ اکتبر ۲۰۲۲) بازیگر اهل کشور جمهوری چک بود.
از فیلم‌ها یا برنامه‌های تلویزیونی که وی در آن نقش داشته‌است می‌توان به قطارهای در مراقبت شدید، آدلهاید، و دره زنبورها اشاره کرد.

## زندگی شخصی
سومر تا زمان مرگ با همسرش آلنا سومروا زندگی کرد. او در ۱۶ اکتبر ۲۰۲۲ در بیمارستان نواپلشی در نووا وس پود پلشی درگذشت. او هنگام مرگ ۸۸ ساله بود.